# Volkswagen Talagon

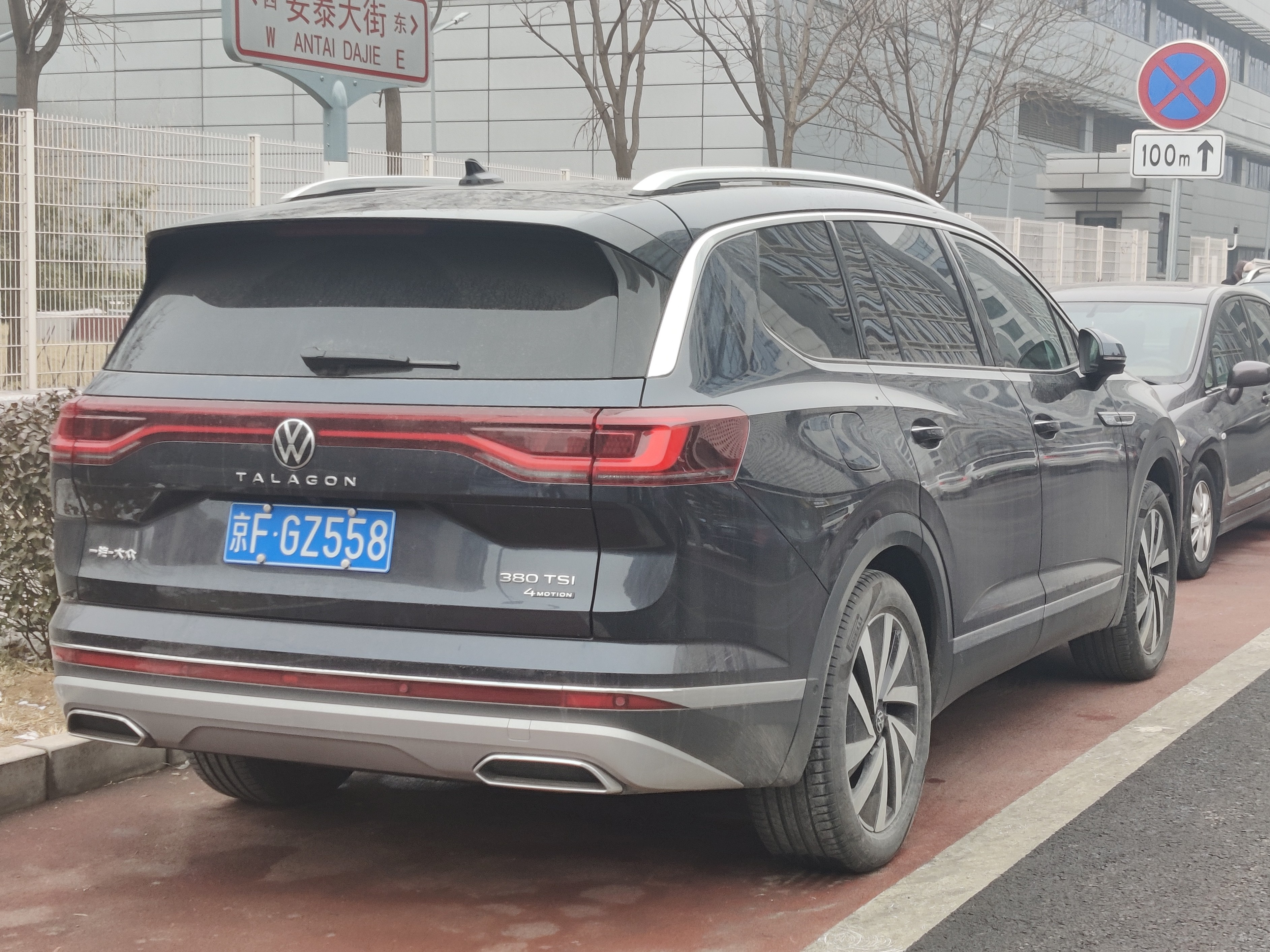
Vue arrière

Le Volkswagen Talagon est un sport utility vehicle construit par FAW-Volkswagen à Tianjin, en Chine.

## Histoire
Volkswagen a présenté un premier aperçu du véhicule en avril 2019 au Salon de l'automobile de Shanghai avec le Volkswagen SMV Concept. La version de production de 5,15 mètres de long a également été présentée deux ans plus tard au Salon de l'auto de Shanghai. Le SUV est en vente en Chine depuis mai 2021. La voiture n'est pas prévue pour être vendue sur d'autres marchés.

## Technologie
Comme le Volkswagen Atlas légèrement plus court, construit par SAIC Volkswagen, le Talagon est basé sur la plate-forme MQB du groupe Volkswagen. C'est le deuxième plus grand modèle sur cette plate-forme après le monospace Volkswagen Viloran. Le SUV dispose de six ou sept sièges, qui sont répartis sur trois rangées. Le Talagon est propulsé par un moteur essence TSI de 2,0 litres à deux niveaux de puissance ou un moteur essence de 2,5 litres. Le moteur le plus faible est à traction avant, les deux autres à traction intégrale. Toutes les versions sont couplées à une transmission à double embrayage à 7 rapports.